# Harry Potter i Zakon Feniksa (ścieżka dźwiękowa)
Harry Potter i Zakon Feniksa – ścieżka dźwiękowa do filmu o tej samej nazwie, nakręconego na podstawie książki J.K. Rowling. Ścieżka dźwiękowa została wydana również w specjalnej edycji. Jest to pierwsza kompozycja napisana przez Nicholasa Hoopera do serii Harry Potter. Muzykę do poprzednich filmów napisali John Williams (pierwsze trzy filmy) i Patrick Doyle (czwarty film). Album został wydany 10 lipca 2007 roku, dzień przed światową premierą filmu.

## Lista utworów
1. „Fireworks” – 1:49
2. „Professor Umbridge” – 2:35
3. „Another Story” – 2:41
4. „Dementors in the Underpass” – 1:45
5. „Dumbledore's Army” – 2:42
6. „The Hall of Prophecies” – 4:27
7. „Possession” – 3:20
8. „The Room of Requirement” – 6:09
9. „The Kiss” – 1:56
10. „A Journey to Hogwarts” – 2:54
11. „The Sirius Deception” – 2:36
12. „Death of Sirius” – 3:58
13. „Umbridge Spoils a Beautiful Morning” – 2:39
14. „Darkness Takes Over” – 2:58
15. „The Ministry of Magic” – 2:48
16. „The Sacking of Trelawney” – 2:15
17. „Flight of the Order of the Phoenix” – 1:34
18. „Loved Ones and Leaving” – 3:15
19. „Divine Crusade” – 2:43 (Trailer theme by X-Ray Dog)